# Zebrus zebrus
Zebrus zebrus — вид риби родини бичкових (Gobiidae). Відноситься до монотипового роду Zebrus.
Природний ареал охоплює Адріатичне і Середземне моря. В останні часи цей вид відзначений в Егейському і Чорному морі біля турецького узбережжя.
Бентична риба, що мешкає серед каміння і заростей водних рослин і водоростей на глибині до 3 м. Сягає 5,5 см довжини.